# Schilder-boeck

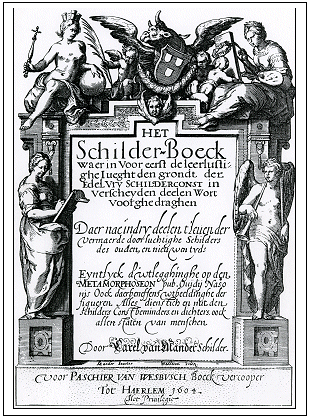
Karel van Mander, uit zijn Schilder-boeck

Het Schilder-boeck (1604) door de Zuid-Nederlander Karel van Mander beschrijft het leven en werk van veel schilders, zowel uit het verleden als uit Van Manders eigen tijd. Daarnaast biedt het theoretische beschouwingen. Geïnspireerd op Giorgio Vasari's kunstenaarslevens uit 1568, is het Schilder-boeck een oorspronkelijk werk.

## Belang
Karel van Mander (1548-1606) was schrijver: hij maakte een prozavertaling van Ovidius' Metamorphoses en schreef sonnetten. Daarnaast was hij  schilder, met als specialiteit historische taferelen. Met de theorielessen en de levensbeschrijvingen in het Schilder-boeck wou hij jeugdige vakgenoten onderrichten in de schilderkunst, de historiek en de symbolen die ze gebruiken. Voor het schrijven van het Schilderboeck was hij gesponsord door de vroedschap van Haarlem. Het belang van de geschiedenisstudie in die tijd was onderstreept door de versen van Pieter Christiaenszoon Bor in de inleiding van het Schilderboeck, die zelf (onder andere) gesponsord werd door dezelfde vroedschap voor zijn geschiedenisboeken.
Het boek bevat vroege informatie over Europese schilders. Van waarde zijn de beschrijvingen van Noord-Europese schilders, "vermaerde Nederlanders ende Hoogduytschen". Met vakgenoten als de gebroeders Van Eyck (Jan en Hubert) start hij zijn boek en maakt ze zo de aartsvaders van de schilderkunst in de Nederlanden. Ook Albrecht Dürer en Jan van Scorel passeren de revue. Het blijft vreemd dat van Mander geen melding maakt van de Brugse schildersfamilie Claeissens (Antoon, Pieter en Gillis), terwijl zij gerenommeerde tijdgenoten waren. Gillis Claeissens was hofschilder van de landvoogd Alessandro Farnese).
Zijn Schilderboeck diende als basis voor latere werken over de schilderkunst, zoals Flandria Illustrata (1624) van Antonius Sanderus, Het Gulden Cabinet (1662) van Cornelis de Bie en "Vie des Peintres" (1753) en "Voyage Pittoresque" van Jean-Baptiste Descamps. Deze laatste schrijver zorgde dan op zijn beurt voor de eigenlijke herontdekking van de vroege Vlaamse en Nederlandse schilderkunst.
Karel van Mander bedient zich van levendig en humoristisch Nederlands, en daardoor is de tekst nog het lezen waard.

## Titel
De titel van het boek komt in de literatuur op verschillende manieren voor: van Schilder-boeck via Schilderboeck tot Schilderboek. Op de oorspronkelijke titelpagina staat er nog een hoofdletter bij: Schilder-Boeck. Maar de volledige titel was veel uitgebreider:
Het Schilder-Boeck: waer in Voor eerst de leerlustighe Iueght den grondt der Edel Vry Schilderconst in Verscheyden deelen Wort Voorghedraghen
(Het schilderboek, waarin voor het eerst aan de leergierige jeugd de principes der nobele schilderkunst in verscheidene delen worden gepresenteerd)
De eerste editie van het boek werd gedrukt en uitgegeven door twee geëmigreerde Vlamingen: Jacob de Meester drukte het boek in Alkmaar en het werd uitgegeven door Passchier Wesbusch in Haarlem in 1604.  Er volgden verschillende herdrukken.  Een tweede editie verscheen postuum in 1618 bij Jacob Pietersz Wachter in Amsterdam en bevatte een anonieme biografie van Karel van Mander.

## De delen van hetSchilder-Boeck

#### Inleiding
De Inleiding van het boek is in poëzie. Hier wordt de  'Grondt'  van het schilderen behandeld: de theorie en de technieken. Van Mander bespreekt onder meer het schilderen van menselijke proporties en van landschappen. Ook besteedt hij aandacht aan het ordelijk werken, en hij geeft praktische leefregels:
Des Somers vroech slapen gaen en opstaen wordt gheraden, en te gaen hooren der Vogelen sangh.
('s Zomers vroeg slapen gaan en [vroeg] opstaan wordt geraden, en de zang der vogels gaan horen.)
En de aard van verf en licht komen ter sprake; hier lezen wij dat  'der Verwen oorsprong'  ver in het verleden ligt, namelijk bij de schepping van de wereld. Overigens zal Van Mander hiermee wel de oorsprong van de kleuren hebben bedoeld.

#### Deel 1: De ouden
De overige delen van het werk zijn in proza, zij het dat Van Mander royaal citeert uit het dichtwerk van anderen.
In zijn eigenlijke eerste deel, 'De ouden', bespreekt hij Egyptische, Griekse en Romeinse schilders. De lijst telt tientallen namen, al heeft de auteur niet over alle kunstenaars evenveel te melden. De beschrijving van sommigen bestrijkt een hele pagina, maar over Caenus bijvoorbeeld staat er slechts:
Van Caenus, Schilder.
Caenus oeffende hem, en hadde zijn ghenuechte, te schilderen de figueren en wapenen van den Edelluyden.
(Over Caenus, schilder
Caenus oefende zich erin en had er plezier in de persoon en wapenen der edellieden te schilderen.)

#### Deel 2: Moderne Italianen
Voor alles is er een tijd, schrijft Van Mander in zijn inleiding tot het tweede deel van zijn boek. En zo trad er ten tijde van het laat-Romeinse Rijk verval in: 'afgangh der Consten'. Tot overmaat van ramp nam keizer Constantinus ook nog alle schilderwerken mee bij zijn vertrek naar Byzantium. Daarna ging het met vallen en opstaan: Paus Gregorius de Grote stimuleerde de schilderkunst, maar opnieuw kwamen er tegenkrachten op, de slinger zwaaide heen en weer. De schilderkunst werd gemangeld in de 'kunst-vijandige', bloedige oorlogen tussen pausdom en keizerschap. Wel waren er nog Griekse schilderstukken met platte vooraanzichten, plomp geschilderd (blijkbaar had Van Mander weinig op met de Byzantijnse schilderkunst), maar het herstel zette pas langzaam in, en het begon in Italië.
In de hierop volgende bespreking leunt Van Mander naar eigen zeggen zwaar op Vasari:
 T'is waer dat my, aengaende d'Italische Schilders, groote verlichtinghe is gheschiedt door de schriften Vasari, den welcken heel breedt van zijn Landtsluyden handelt [inleiding tot volgende deel]
('t Is waar dat mij aangaande de Italiaanse schilders veel opheldering is geboden door de geschriften van Vasari, die zijn landgenoten zeer uitvoerig behandelt.)
Van Mander stelt meer dan zestig Italiaanse schilders aan de orde, waaronder Giotto, Ghirlandaio, Botticelli, Mantegna, Caravaggio en Tintoretto. Aan elk van hen wordt een uitgebreid hoofdstuk gewijd. Daarna volgt nog een hoofdstuk getiteld:
Van eenige Italiaensche Vrouwen, die de Teycken-const, en Schilderen constich hebben gheoeffent.
(Over enige Italiaanse vrouwen die de tekenkunst en [het] schilderen op kunstige wijze hebben beoefend.)
om dit deel te eindigen met een beschrijving van schilders die hij zelf tijdens zijn verblijf te Rome heeft meegemaakt:
Van verscheyden Italiaensche Schilders, die in mijnen tijdt te Room waren, tusschen Ao. 1573. en 1577.

##### Vasari's werk over Italiaanse schilders
Giorgio Vasari's werk was al meer dan een halve eeuw oud toen van Mander aan zijn boek begon, en hierom heeft hij maar de helft van Vasari's schilders opgenomen in zijn deel over de Italiaanse schilders. Hier volgt zijn lijst van Vasari vertalingen. De nummers achter de namen van de kunstenaars zijn verwijzingen naar de webversie van het boek in de Digitale Bibliotheek voor de Nederlandse Letteren.:
- Cimabue
- Andrea Tafi
- Gaddo Gaddi
- Margaritone
- Giotto , en Puccio Capanna
- Stefano  en Ugolino
- Pietro Lorenzetti (Pietro Laurati)
- Buonamico Buffalmacco
- Ambrogio Lorenzetti (Ambruogio Laurati)
- Pietro Cavallini
- Simone Martini  en Lippo Memmi
- Taddeo Gaddi
- Andrea Orcagna (Andrea di Cione)
- Tomasso Fiorentino
- Lippo Memmi, of Lippo
- Masaccio
- Leon Battista Alberti
- Filippo Lippi
- Antonello da Messina
- Domenico Ghirlandaio
- Antonio Pollaiuolo en Piero Pollaiuolo
- Sandro Botticelli
- Andrea del Verrocchio
- Andrea Mantegna
- Filippino Lippi
- Francesco Francia
- Pietro Perugino
- Luca Signorelli
- Leonardo da Vinci

- Giorgione da Castelfranco
- Antonio da Correggio
- Rafael
- Raffaellino del Garbo []
- Baldassare Peruzzi
- Ioan Francisco Penni en Pellegrino da Modena (Pellegrino Aretusi)
- Andrea del Sarto
- Giovanni Antonio Licino
- Polidoro da Caravaggio en Maturino da Firenze(Maturino Fiorentino)
- Rosso Fiorentino
- Andrea di Cosimo
- Marco Calabrese en Nicola Calabrese
- Francesco Mazzola
- Francisco Monsignori
- Giulio Romano
- Sebastiano del Piombo (Sebastiano Viniziano)
- Perino del Vaga
- Domenico Beccafurni
- Giovanni da Udine
- Jacopo da Pontormo
- Francesco Rustichi
- Baccio Bandinelli
- Francesco detto de' Salviati
- Daniello Ricciarelli da Volterra
- Taddeo Zucchero
- Michelangelo Buonarroti (Michelangelo)
- Francesco Primaticcio
- Tiziano da Cadore (Titian)
- Jacopo Tintoretto
- Paolo Veronese [https://www.dbnl.org/tekst/mand001schi01_01/mand001schi01_01_0170.php}
- Jacopo Bassano
- Giorgio Vasari
- Federico Zuccaro
- Federico Barocci
- Jacopo Palma  (Il Palma)
- Giuseppe d'Arpino
- Caravaggio
- Bartolommeo Ramenghi (Bartolomeo Da Bagnacavallo) []
- Franciabigio
- Lorenzo Lotto
- Giovann'Antonio Lappoli

#### Deel 3: Nederlanders en Duitsers
Ongetwijfeld, zo leidt Van Mander het derde deel van zijn boek in, zullen ook in de toekomst onze schilders nog bekend zijn. Toch zullen velen zich afvragen waarom ik over de schilderkunst schrijf. Is krijgsgeschiedenis niet veel belangrijker, met haar  'Marius, Silla, Catilina, en sulcke wreede Mensch-verslinders' ? Helaas, daartoe voelt Van Mander zich onbekwaam: ten eerste uit onervarenheid, ten tweede om de  'sorgh en ghevaerlijckheyt'  die conflicten nu eenmaal met zich meebrengen. Begon hij er toch aan, dan zou men hem voor de voeten kunnen werpen:
T'is u werck niet, oft, ten voeght u niet, t'Helden-boeck, den krijgh, oft t'salpeters krakende wreetheyt, maer wel Pinceel-streken en Tafereelen, te beschrijven.
(Het is uw werk niet, of het past u niet, om het heldenboek, de strijd of de knallende wreedheid van het buskruit te beschrijven; maar wel penseelstreken en voorstellingen.)
Wat de Nederlandse schilders betreft, Van Mander meent dat hij zijn best heeft gedaan hen op te sporen en te rangschikken naar chronologie. Hier stuitte hij echter op een hindernis: er was ditmaal geen Vasari om hem tot voorbeeld te strekken. En de hulp van anderen bleef uit; iedereen had
t'herte tot ander keucken-vullende nootsaken ghewendt: waer door ick alle omstandicheden niet in als hebbe connen treffen
(zijn aandacht bij andere keukenvullende noden, waardoor ik alle gegevens niet in elk opzicht heb kunnen vinden).
Voor geboorte- en sterfdata, en voor plaatsgegevens, heeft hij weinig bevestiging gekregen. Het viel ook niet mee: mensen kennen vaak niet eens de geboorte- en sterfdata van hun eigen vader. Maar Van Mander acht het veilig om te beginnen met de gebroeders Van Eyck, omdat geen schilders van belang hen zijn voorgegaan. Het is niet zijn bedoeling iemand tekort te doen,
Waerom dan ick vriendlijck versoeck, derhalven niet ghelastert, maer ghedanckt te worden. Vaert wel.
Volgen een zeventigtal beschrijvingen, opnieuw van ongelijke lengte, en handelende over schilders zoals Geertgen tot Sint Jans, Rogier van der Weyden, Lucas van Leyden, Breughel, Albrecht Dürer en Hans Holbein.
Maar het zijn niet alleen deze vroege schildersbeschrijvingen die de belangstelling van de moderne lezer wekken. De auteur besteedt aandacht aan achtergronden en toont ons het leven van zijn tijd. Zo geeft de Breughel-beschrijving informatie over een verzamelaar, maar ook over de afkeer die men in die tijd nog had van zonnebrand:
Daer is oock t'Amsterdam tot den Const-liefdigen Sr. Herman Pilgrims, een Boeren Bruyloft van Oly-verwe, die seer aerdigh is, alwaer men siet der Boeren tronien en naeckten, gheel en bruyn, als van de Son verbrandt, en leelijck van huydt wesende, den Stee-luyden niet ghelijckende.
(Er is ook in Amsterdam in het bezit van de kunstminnende Sinjeur Herman Pilgrims, een Boerenbruiloft in olieverf, die heel aardig is, [en] waarop men de tronies der boeren ziet, en naakten, in mindere of meerdere mate gebruind, als verbrand door de zon, en lelijk van huid, heel anders dan de stedelingen.)

##### Van Manders lijst van al bekende Nederlanders en Duitsers
- Hubert van Eyck
- Jan van Eyck
- Rogier van Brugghe
- Hugo van der Goes
- Albert van Ouwater
- Geertgen tot Sint Jans
- Dirk Bouts
- Rogier van der Weyden
- Jacob Cornelisz van Oostsanen
- Albrecht Dürer
- Cornelis Engelbrechtsz.
- Bernard van Orley
- Lucas van Leyden
- Jan den Hollander
- Quinten Matsijs
- Hieronymus Bosch
- Cornelis Cornelisz. Kunst
- Lucas Cornelisz. de Kock
- Jan Joest van Calcar
- Pieter Coecke van Aelst
- Joachim Patinir
- Herri met de Bles
- Lucas Gassel van Helmont
- Lambert Lombard
- Hans Holbein de Jonge
- Jan Cornelisz Vermeyen
- Jan Mabuse
- Augustijn Jorisz.
- Joos van Cleve
- Aldegraef
- Swart Jan
- Frans Minnebroer
- Jan Mostaert
- Adriaen de Weerdt
- Hendrick van Cleef en Marten van Cleef
- Anthonie Mor

- Jacob de Backer
- Matthys Cock en Hieronymus Cock
- Willem Key
- Pieter Brueghel de Oude
- Jan van Scorel
- Aertgen van Leyden
- Joachim Beuckelaer
- Frans Floris
- Pieter Aertsen
- Maarten van Heemskerck
- Rijckaert Aertsz
- Hubert Goltzius
- Pieter Vlerick
- Karel van Ieper
- Anthonie van Montfoort
- Lucas de Heere
- Jacques Grimmaer
- Cornelis Molenaer
- Pieter Balten
- Joos van Liere
- Pieter Pourbus en Frans Pourbus de Jongere
- Marcus Gheeraerts
- Christoffel Swarts
- Michael Coxcie
- Dirck Barendsz
- Lucas van Valckenborch en Marten van Valckenborch
- Hans Bol
- Frans Mostaert en Gillis Mostaert
- Marinus van Reymerswaele
- Hendrik van Steenwijk de Oudere
- Bernaert de Rijcke
- Gillis Coignet
- Joris Hoefnagel
- Aert Mijtens
- Joos van Winghe
- Marten de Vos

#### Deel 4: Nederlandse tijdgenoten
In het vierde deel van zijn Schilder-Boeck bespreekt van Mander een twintigtal schilders uit zijn tijd, waaronder Abraham Bloemaert, om dan nog een laatste verzamelhoofdstuk te schrijven:
Van verscheyden Nederlandtsche Schilders, teghenwoordigh levendigh.

##### van Manders lijst van levende schilders
- Hans Vredeman de Vries
- Stradanus
- Gillis van Coninxloo
- Bartholomeus Spranger
- Cornelis Ketel
- Gualdrop Gortzius
- Michiel Jansz van Mierevelt
- Hendrick Goltzius
- Hendrick Cornelisz. Vroom
- Jan Soens
- Hans von Aachen

- Peter Candid
- Paul Brill en Mattheus Brill
- Cornelis van Haarlem
- Jacques de Gheyn II
- Otto van Veen
- Hans Rottenhammer
- Joachim Wtewael
- Abraham Bloemaert
- Pieter Cornelisz. van Rijck
- Francesco Badens
- David Vinckboons